# Daniel Stückler
Daniel Gharabaghi Stückler  (født 13. april 1997) er en dansk fodboldspiller, der i sommeren 2019 er skiftet til 2. divisionsklubben B.93
Han spillede senest for Lyngby Boldklub. Stückler har en fortid i Brøndby IF og Lyngby Boldklub, og har repræsenteret Danmark på diverse ungdomslandshold.

## Karriere

### Brøndby IF
Daniel Stückler skiftede fra Lyngby BK og skrev under på en treårig aftale den 31. januar 2014, således parterne har papir på hinanden frem til slutningen af 2016.
Daniel Stückler fik sin debut i Superligaen den 27. april 2014 i en 2-2-kamp imod FC Vestsjælland i en alder af 17 år og 14 dage, hvilket gør ham til den yngste spiller for klubben, der har optrådt i Superligaen. Daniel Stückler blev samtidig den første spiller fra årgangen 1997, der fik debut på klubbens førstehold.
I sæsonen efter sin debut på klubbens førstehold spillede Daniel Stückler stadigvæk en del kampe på klubbens U/19-hold, der sluttede på 6. pladsen efter 22 kampe hvor Stückler pga. udtagelser til superligakampe og optræden i reserveholdskampe kun var med i 11 kampe og scorede 12 mål i U/19 Ligaen 2014-15; derved blev han den 3. mest scorende spiller i sæsonen, selvom han kun var med i ca. halvdelen af kampene..

### HB Køge
Den 30. december 2016 skiftede han til HB Køge, hvor han skrev under på en kontrakt for resten af 2016-17-sæsonen. Det blev den 7. juni 2017 offentliggjort, at Stückler og HB Køge var blevet enige om ikke at forlænge samarbejdet. Han spillede i alt ni kampe i halvsæsonen for HB Køge.

### FC Helsingør
Den 28. juli 2017 skiftede Stückler til FC Helsingør.
Han spillede i 2017-18-sæsonen ni kampe for FC Helsingør.

### Lyngby Boldklub
Han skiftede den 9. juli 2018 til Superliganedrykkerne Lyngby Boldklub, som han også spillede for i sine ungomsår, inden han skiftede til Brøndby IF.
Han forlod klubben i sommeren 2019, da han ikke fik sin kontrakt forlænget.